# Churubusco
Churubusco – miasto w Stanach Zjednoczonych, w stanie Indiana, w hrabstwie Whitley.